# Pepe Puche Hernández

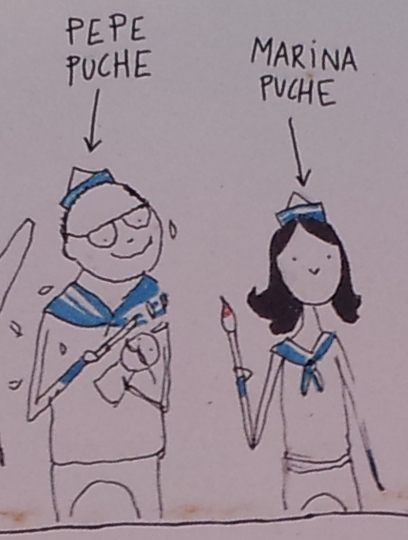
Caricatura de Pepe i Marina Puche, feta per la segona, a la Falla Bosseria de 2015.

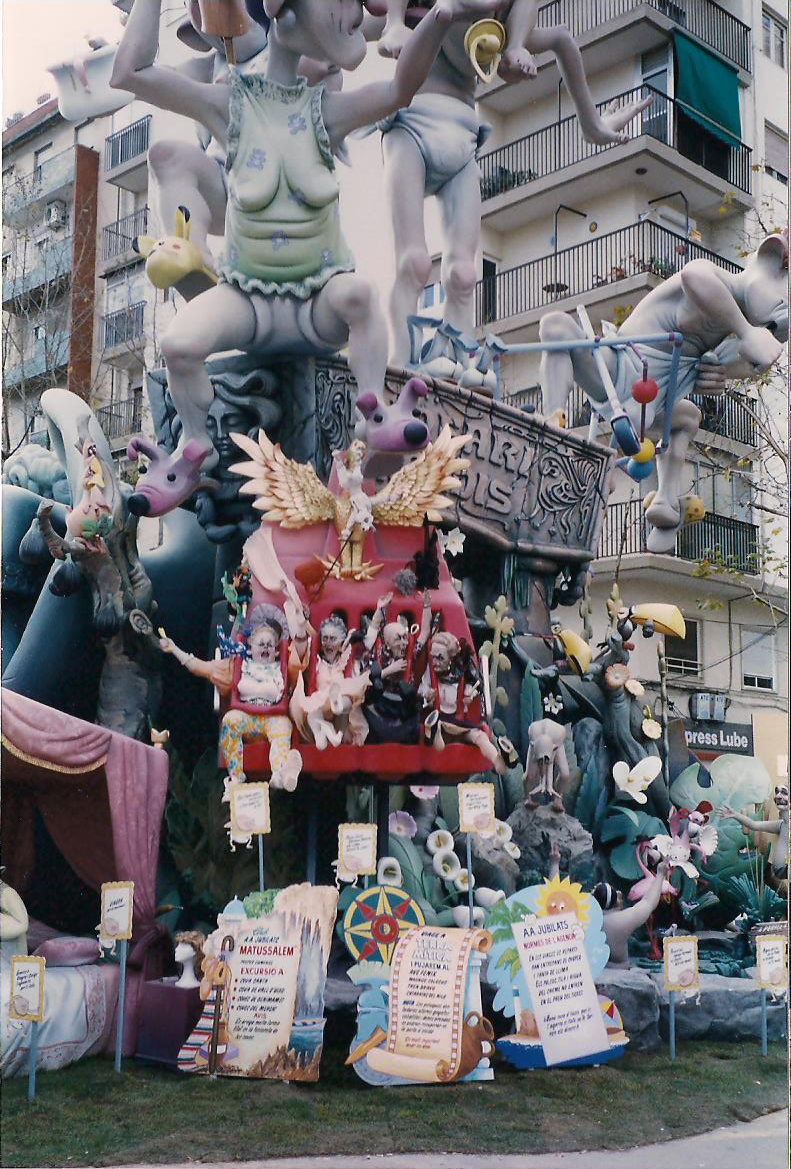
Escena de Puche i Rojas per a Exposició en 2003.

Josep Puche Hernández (València, 10 d'octubre de 1947) és un artista faller, el segon de la nissaga dels Puche, sent fill de Julián Puche i pare de Marina Puche. Es destaca el seu treball en la composició dels colors i l'elecció de tonalitats, que ha creat escola influint a artistes com Guillermo Rojas o Paco López.

## Biografia
Format en Arts i Oficis (dibuix i escultura), va entrar com aprenent al taller de son padre, ubicat al carrer del poeta Monmeneu, en 1961.En 1976 va entrar a treballar a Lladró, combinant el treball a l'empresa de porcellana fins 2003 amb l'ocupació d'artista faller. Son pare, un reconegut artista que guanyà el primer premi d'Especial en 1965 amb Na Jordana, a partir dels anys 70 comença a adoptar una estètica més caricaturesca per influència seua, que acabava de llicenciar-se en Belles Arts. També en esta dècada és quan Pepe Puche comença a plantar falles pel seu compte, primer a Bosseria, i després a diferents falles, com Exposició, on obtindria un recordat tercer premi en 2003 amb una falla anomenada L'arruga és bella. En 2004 va aconseguir el doblet en 1A amb el primer premi de falla i d'enginy i gràcia amb "El diari d'Ampa" per a la comissió Quart - Palomar. A més ha obtingut diversos ninots indultats, en 1994 i en 2005. En 2020 es va encarregar de l'esbós i la maqueta de la Falla que va executar Latorre i Sanz per la comissió Reina-Pau-Sant Vicent amb el lema "La caiguda de Faetó".
En 2013 va protagonitzar un documental de la Universitat Oberta de València (VIU) sobre les falles.